# Сутунг Умар Рс
Сутунг Умар РС (малайск. Sutung Umar RS; 23 июня 1948, Кота-Бару, Келантан — 30 мая 2016, Куала-Лумпур) — малайзийский поэт, прозаик и литературный критик, писавший на малайском языке.

## Краткая биография
Настоящее имя Ван Омар бин Ван Ахмад. Окончил колледж Султана Исмаила (Кота-Бару) и Университет Малайя (1982). Работал учителем, редактором в издательстве «Абади», с 1988 г. в  Совете по языку и литературе, в том числе в 1996—1998 гг. редактором группы журналов Совета, в 1998—2004 гг.— редактором отдела литературы центральной газеты «Берита Хариан».
Позднее был также редактором журнала «Маса» (Время) и театрального журнала «Пентас» (Сцена). В 1999—2002 гг — Генеральный секретарь Национального союза писателей Малайзии (ПЕНА). Один из основателей «Театер Элит» (Элитный театр), инициатор проведения ежемесячных поэтических вечеров в штаб-квартире ПЕНА (1998). С 2013 г. открытый театр, где проводятся эти вечера, носит его имя. Занимался также ваянием. Похоронен на мусульманском кладбище Таман Букит Пермата Сери Гомбак

## Семья
Жена Рихан Мохд. Саллех, дочь Мурни Ван Омар и двое сыновей.

## Основные работы
- Wau Bulan (Лунный воздушный змей. Стихи). Kuala Lumpur: Fajar Bakti, 1982.
- Kampung Halaman (Родные места. Стихи). Kuala Lumpur: Fajar Bakti, 1983.
- Sikap dan Pemikiran Usman Awang (Воззрения и мышление Усмана Аванга). Diselenggarakan oleh Dinsman dan Sutung Umar RS. Kuala Lumpur: Fajar Bakti, 1983.
- Taburkan Bunga (Разбросайте цветы. Стихи). Kuala Lumpur: DBP, 1996.
- Api Cinta (Огонь любви. Повесть). Kuala Lumpur: Pustaka Nusa, 2009.
- Makyung: Warisan Mistik Malaysia (Макьюнг — мистическон наследие Малайзии) by Rahimidin Zahari, Sutung Umar RS. Kuala Lumpur: Institut Terjemahan Negara Malaysia, 2010.
- Makyung : The Mystical Heritage of Malaysia, susunan, Rahimidin Zahari & Sutung Umar RS. Kuala Lumpur: Institut Terjemahan Negara Malaysia, 2010.
- Seluang Lepas Melaut (Селуанг выходит в море. Повесть). Jilid 1 dan 2. Kuala Lumpur: Kita, 2011.
- Di Negeri Kalbu (В стране сердца. Стихи). Kuala Lumpur: Institut Terjemahan & Buku Malaysia (ITBM), 2012.
- Anggerik Dari Bukit Tujuh (Орхидеи из Букит-Туджух. Рассказы) Kuala Lumpur: Institut Terjemahan & Buku Malaysia (ITBM), 2012.
- Kumpulan Puisi: Ratib Kalbu (Сборник стихов: Зикр сердца). Kuala Lumpur: Institut Terjemahan & Buku Malaysia (ITBM), 2013.
- Dia dan Nya. (Он и его я. Повесть) Kuala Lumpur: Institut Terjemahan & Buku Malaysia (ITBM), 2013.
- Nyanyian Mazmur (Гимны). Kuala Lumpur: Institut Terjemahan & Buku Malaysia (ITBM), 2016.

## Переводы на русский язык
- Стихи для другого белого орла. Перевод Марии Болдыревой // Ручей. Традиционная и современная малайская поэзия. Составитель, автор предисловия и редактор Б. Б. Парникель. М.: Красная гора, 1996, с. 106.
- Разбросайте цветы; В тиши под солнцем. Перевод Виктора Погадаева // Покорять вышину. Стихи поэтов Малайзии и Индонезии в переводах Виктора Погадаева. Оформление художника Юсофа Гаджи. М.: ИД «Ключ-С», 2009, с. 27-29.
- Разбросайте цветы (Taburkan Bunga); В тиши под солнцем (Sepi di Matahari). Перевод Виктора Погадаева // Гости вечерней зари (Tetamu Senja). Антология малайской виртуальной поэзии. В переводах Виктора Погадаева. Составитель Ирван Абу Бакар. Редактор Е.С. Кукушкина. Оформление художника Мисбаха Тамрина. Москва: Ключ-С, 2018. с. 19-21. ISBN 978-5-6040535-2-2